# Anna verrà
Anna verrà è uno dei più celebri singoli del cantautore italiano Pino Daniele, pubblicato come primo estratto del decimo album in studio dell'artista, Mascalzone latino, uscito il 10 novembre 1989.
Anna verrà è nota per essere stata la prima canzone interamente in lingua italiana cantata dall'artista, fino a quel momento autore di brani unicamente in napoletano.

## Descrizione
Anna verrà è il singolo d'apertura dell'album blues e soul Mascalzone latino, ma, a differenza del resto dell'album da cui proviene, esso presenta anche generi fino alla sua uscita mai toccati da Pino Daniele, ma che in seguito avrebbero segnato molto la carriera dell'artista. Infatti Anna verrà è un'intensa ballata che unisce il pop latino al pop.
La canzone, ricordata come una delle preferite in assoluto di Daniele, è dedicata all'attrice Anna Magnani, da cui proviene anche il titolo del brano stesso. A tal proposito Pino Daniele dichiarò:
Il cantante Massimo Ranieri in seguito raccontò che inizialmente Pino Daniele aveva composto la canzone per l'edizione del 1989 di Fantastico, che avrebbe condotto Ranieri. Tuttavia, la produzione Rai del programma rifiutò di inserire come sigla la canzone, che perciò Daniele decise di pubblicare da solo, in un proprio album.

## Video musicale
Il videoclip ufficiale di Anna verrà alterna immagini di Pino Daniele, che esegue il brano alla chitarra con la sua band, e spezzoni di film nei quali appare Anna Magnani, in particolar modo Roma città aperta.

## Formazione
- Pino Daniele - voce, chitarra
- Bruno Illiano - tastiere
- Rosario Jermano - percussioni
- Clive Mayuyu - batteria
- Benny Pollinetti - cori
- Max Perry - cori

## Altri utilizzi
Massimo Ranieri ha eseguito la canzone assieme al cantante Nek, in gara durante la quarta serata, quella dedicata alle cover, del 72º Festival di Sanremo, nel 2022.